# Контерн (комуна)
Контерн (люксемб. Conter, фр. Contern, нім. Contern) — комуна Люксембургу. Входить до складу кантону Люксембург в окрузі Люксембург.

## Географія
Площа території комуни становить 20,55 км² (52-е місце за цим показником серед 116 комун Люксембургу).
Висота найвищої точки комуни над рівнем моря становить 356 метрів (93-є місце за цим показником серед комун країни), найнижчої — 237 метрів (50-е місце).

## Демографія
Станом на 2011 рік на території комуни мешкало 3 490 ос.
Динаміка чисельності населення:

## Адміністративний поділ
До складу комуни входять такі поселення:
| Поселення | Населення за даними переписів: | Населення за даними переписів: | Населення за даними переписів: |
| Поселення | на 31.03.1981                  | на 01.03.1991                  | на 15.02.2001                  |
| --------- | ------------------------------ | ------------------------------ | ------------------------------ |
| Контерн   | 796                            | 895                            | 1 065                          |
| Медінген  | 114                            | 112                            | 100                            |
| Мутфорт   | 814                            | 966                            | 1 148                          |
| Етранж    | 479                            | 595                            | 769                            |

Також до складу комуни входять хутір Айтермілен, та село Мільбех.